# کیرش مولسوو
کیرش مولسوو (به آلمانی: Kirch Mulsow) یک شهر در آلمان است که در ناحیه روشتوک واقع شده‌است. کیرش مولسوو ۳۶۰ نفر جمعیت دارد.